# Ružomberok
Ružomberok é uma cidade da Eslováquia, situada no distrito de Ružomberok, na região de Žilina. Tem 126,72 km² de área e sua população em 2020 foi estimada em 26.355 habitantes.

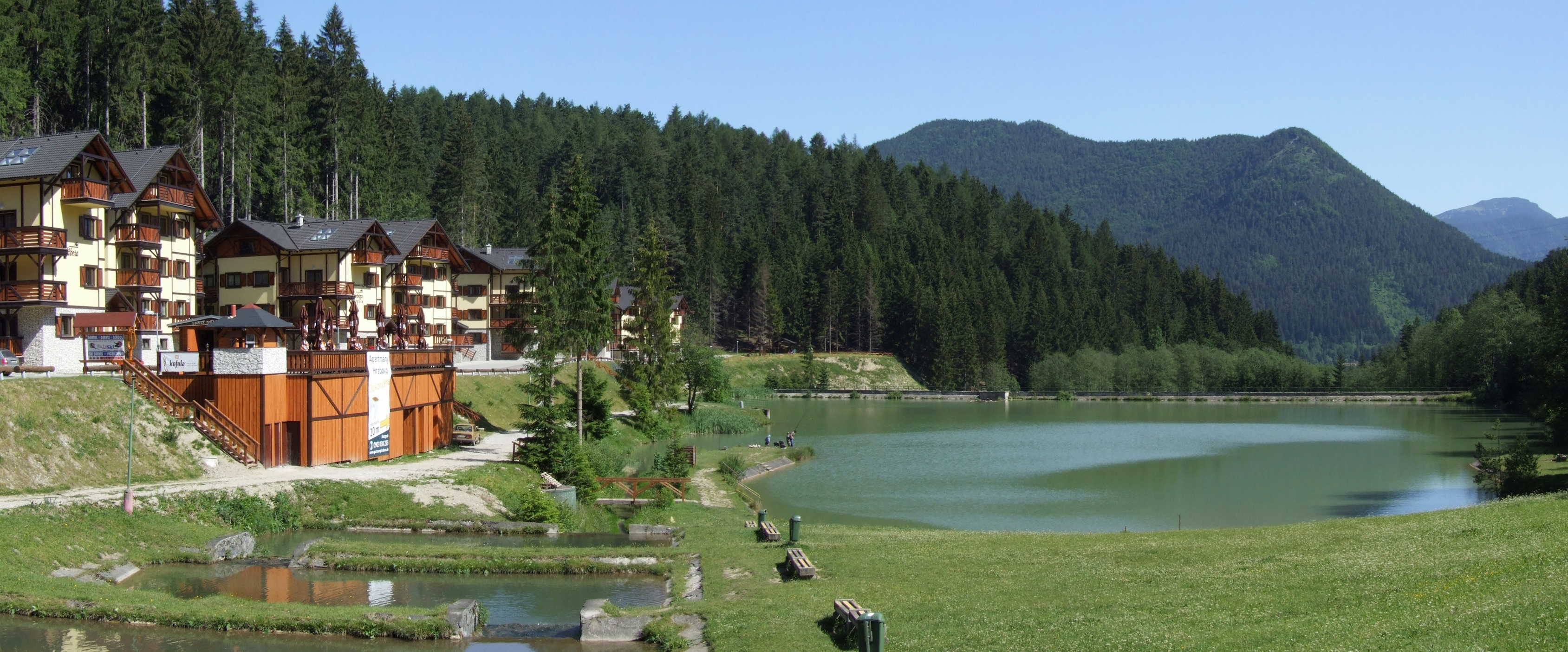
Hrabovo, localidade da cidade de Ružomberok

## Demografia
| Ano:        | 1994   | 2004   | 2014   | 2024   |
| ----------- | ------ | ------ | ------ | ------ |
| Broj ljudi: | 30 660 | 30 058 | 27 551 | 26 384 |
| Razlika:    |        | -1,96% | -8,34% | -4,23% |

| Ano:               | 2023   | 2024   |
| ------------------ | ------ | ------ |
| Número de pessoas: | 26 548 | 26 384 |
| Diferença:         |        | -0,61% |